# یورگن یووه
یورگن یووه (نروژی: Jørgen Juve; ۲۲ نوامبر ۱۹۰۶ – ۱۲ آوریل ۱۹۸۳) بازیکن فوتبال اهل نروژ بود.
از باشگاه‌هایی که در آن بازی کرده‌است می‌توان به باشگاه فوتبال لین و باشگاه فوتبال بازل اشاره کرد.
وی همچنین در تیم ملی فوتبال نروژ بازی کرده‌است.
وی در مسابقات کشوری و بین‌المللی در مجموع برندهٔ ۱ مدال برنز شده‌است.